# XXIX wiek p.n.e.

XXIX wiek p.n.e.

XXX wiek p.n.e. XXIX wiek p.n.e. XXVIII wiek p.n.e. XXVII wiek p.n.e. XXVI wiek p.n.e.

## Wydarzenia na Świecie
Wydarzenia w Europie
- około 2900 p.n.e.
  - w Europie Środkowo-Wschodniej rozwija się kultura ceramiki sznurowej
  - Grecja: początek okresu wczesnohelladzkiego (trwa do 1900 p.n.e.)
  - początek kultury cykladzkiej rozwijającej się na wyspach archipelagu cykladzkiego

Wydarzenia w Azji
- około 2900 p.n.e. – sumeryjskie miasta budują mury obronne

Wydarzenia w Afryce
- około 2850 p.n.e. – władca Górnego Egiptu, Menes, założyciel 1 dynastii, zjednoczył Górny i Dolny Egipt (stolica: Tinis)

Wydarzenia w Ameryce
- około 2832 p.n.e. – wykiełkowało najstarsze żyjące obecnie drzewo świata – Matuzalem

Wydarzenia w Australii